# La leggenda del santo bevitore
La leggenda del santo bevitore är en italiensk-fransk dramafilm från 1988 i regi av Ermanno Olmi.
Filmen är basead på Joseph Roths roman Legenden om den helige drinkaren.

## Utmärkelser
La leggenda del santo bevitore har bland annat vunnit Guldlejonet vid Filmfestivalen i Venedig 1988 och David di Donatello för bästa film 1989.

## Roller (urval)
- Rutger Hauer – Andreas Kartack
- Sandrine Dumas – Gabby
- Dominique Pinon – Woitech
- Anthony Quayle – den förnäme gentlemannen
- Sophie Segalen – Karoline
- Cécile Paoli – pälsförsäljaren
- Jean-Maurice Chanet – Daniel Kanjak
- Dalila Belatreche – Thérèse